# Joycelyn Elders
Minnie Joycelyn Elders, all'anagrafe Minnie Lee Jones (Schaal, 13 agosto 1933), è una politica e medico statunitense, viceammiraglio dello United States Public Health Service Commissioned Corps e Chirurgo generale degli Stati Uniti sotto l'amministrazione Clinton.

## Biografia
Nata nell'Arkansas in una famiglia di umile estrazione sociale, Minnie Lee Jones fu la maggiore di otto figli di una coppia di mezzadri. Brillante negli studi, frequentò il college, cambiando il nome in Minnie Joycelyn Lee. Sposò il funzionario federale Cornelius Reynolds, dal quale divorziò poco dopo; successivamente sposò in seconde nozze l'allenatore di pallacanestro Oliver Elders, con il quale ebbe due figli. Conseguito un bachelor in biologia, lavorò come operatrice sociosanitaria presso il Dipartimento degli Affari dei Veterani. Successivamente si arruolò nell'esercito, dove raggiunse il grado di secondo vicetenente e per tre anni fu addestrata come fisioterapista.
Si iscrisse successivamente al corso di laurea in medicina, ottenendo il titolo nel 1960. Svolse l'internato presso l'Università del Minnesota e si specializzò in pediatria. Nel 1967 conseguì un Master of Science in biochimica e divenne docente universitaria. Svolse per molti anni la professione di endocrinologa pediatrica e pubblicò oltre 150 articoli scientifici.
Nel 1987, l'allora governatore dell'Arkansas Bill Clinton la nominò direttrice del Dipartimento della Salute dell'Arkansas. In queste vesti, si occupò principalmente di promuovere nelle scuole una corretta educazione sui temi della sessualità e dell'abuso di sostanze. Favorì l'accesso alle strutture che offrivano test e consulenza per l'HIV, screening preventivi per i tumori ed incremento nei tassi di vaccinazione infantile.

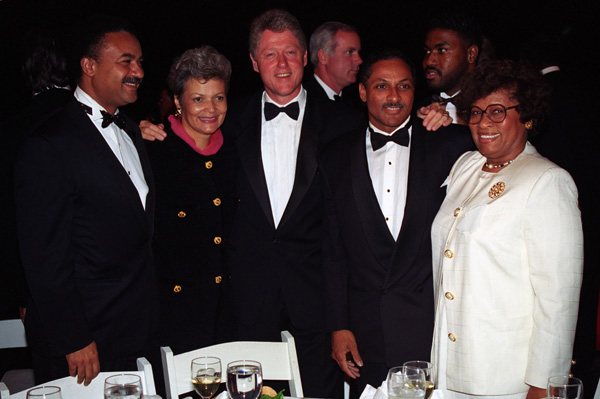
Joycelyn Elders insieme al Presidente Bill Clinton e agli altri membri dell'amministrazione Ron Brown, Hazel O'Leary e Mike Espy.

Nel 1993, Clinton, divenuto nel frattempo Presidente degli Stati Uniti d'America, nominò Joycelyn Elders alla carica di Chirurgo generale. Divenne la prima afroamericana a rivestire tale ruolo, nonché la seconda donna dopo Antonia Novello. L'ex first lady Rosalynn Carter appoggiò pubblicamente la nomina, definendo Joycelyn Elders "la scelta ideale per il Chirurgo generale".
L'immagine pubblica di Joycelyn Elders fu giudicata come controversa, per via di alcune polemiche in cui si trovò coinvolta. Suggerì che la legalizzazione delle droghe avrebbe potuto rivelarsi utile per ridurre la criminalità; dopo una settimana da queste dichiarazioni, suo figlio Kevin venne accusato di aver venduto cocaina. La donna si difese sostenendo che lo scandalo fosse stato montato ad arte a scopi politici per mettere in difficoltà lei e l'amministrazione Clinton. Kevin Elders tuttavia fu giudicato colpevole e condannato a dieci anni di reclusione, scontando in realtà soli quattro mesi. Ricorse in appello alla Corte Suprema dell'Arkansas, che rigettò l'istanza confermando la condanna e sostenendo che Elders non fosse riuscito a dimostrare di essere stato coinvolto ingiustamente.

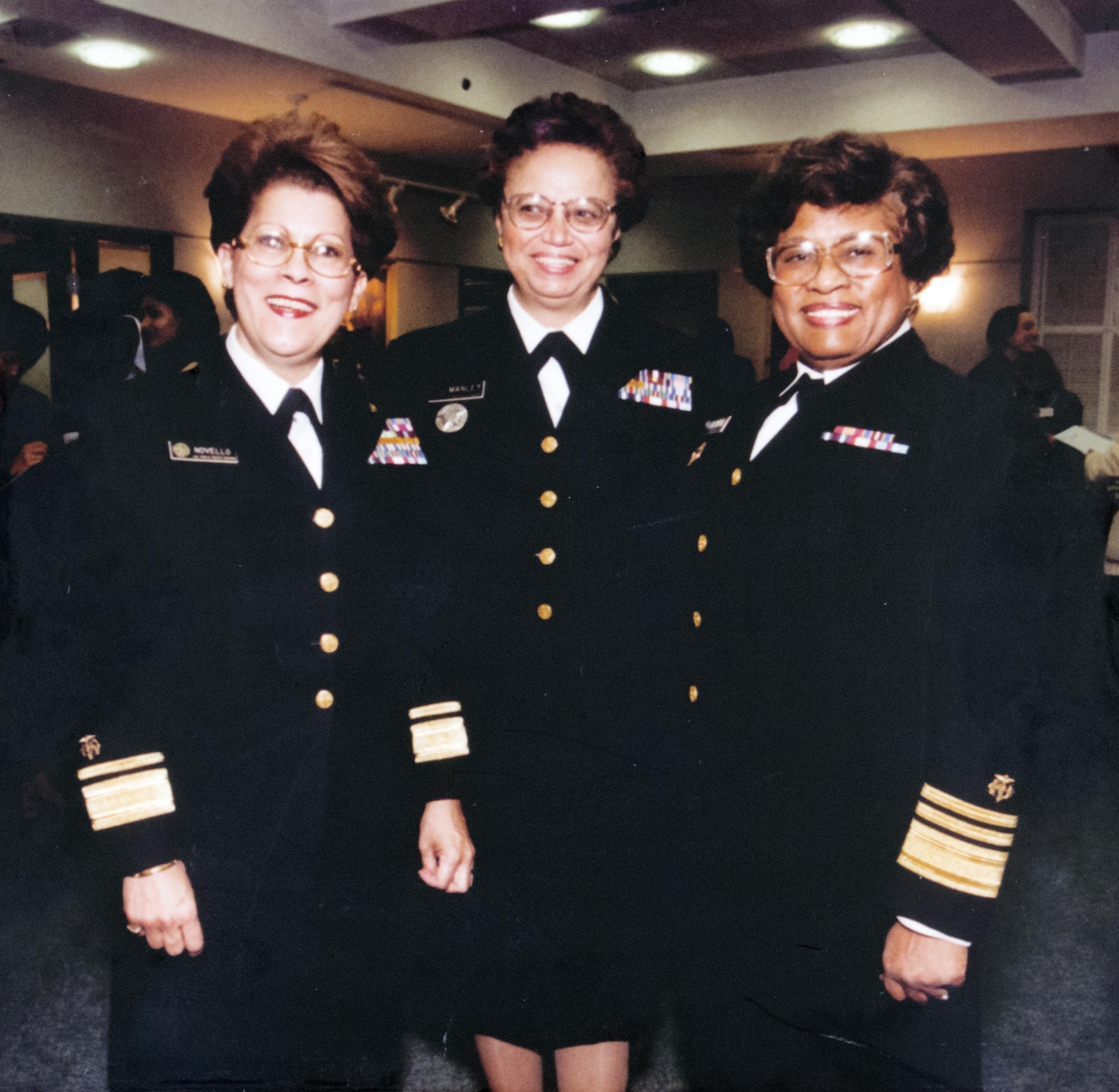
Joycelyn Elders insieme ad Antonia Novello e Audrey F. Manley.

Nel gennaio del 1994, intervenendo a proposito dell'aborto, Joycelyn Elders dichiarò: "Abbiamo davvero bisogno di superare questa storia d'amore con il feto e iniziare a preoccuparci dei bambini". Clinton la difese sostenendo che fosse stata fraintesa. Elders asserì, inoltre, che se non si ha il controllo della riproduzione non si può avere il controllo della propria vita. Rush Limbaugh la ribattezzò in maniera sprezzante "la regina dei preservativi". Qualche mese dopo, in occasione di una conferenza delle Nazioni Unite sul tema dell'AIDS, si espresse favorevolmente rispetto alla masturbazione, sostenendo: Penso che sia qualcosa che fa parte della sessualità umana ed è parte di qualcosa che forse dovrebbe essere insegnato. Ma non abbiamo nemmeno insegnato ai nostri figli le basi. E sento che abbiamo provato l'ignoranza per molto tempo ed è ora di provare l'istruzione.
Le sue parole destarono enorme scandalo e le fecero perdere il sostegno dell'amministrazione. Si attirò diverse critiche da parte dei conservatori e dei gruppi religiosi. Il capo di gabinetto della Casa Bianca Leon Panetta affermò: Ci sono stati troppi argomenti su cui il Presidente non è d'accordo con le sue opinioni. Questo è solo uno di troppo. Clinton obbligò Joycelyn Elders a rassegnare le proprie dimissioni nel mese di dicembre. Nel successivo mese di maggio, la casa produttrice di sex toys Good Vibrations istituì la "giornata mondiale della masturbazione" in onore di Joycelyn Elders. Ottenne il supporto dei progressisti e, a posteriori, fu ritenuta una pioniera sui temi legati all'educazione sessuale.
Dopo la conclusione della sua carriera politica, Elders tornò a svolgere la professione di medico e docente universitaria. Continuò a tenere numerose conferenze e dibattiti sul tema dell'educazione sessuale. Fu intervistata in un episodio di Bullshit! su argomenti quali l'astensione sessuale, i contraccettivi e la masturbazione. Si espresse inoltre a favore della legalizzazione della marijuana.
Nel 1991 fu insignita del Candace Award. Nel 2015 le venne intitolata la Dr. Joycelyn Elders School of Allied and Public Health. Un insieme di discorsi pubblici e materiale di Joycelyn Elders è conservato presso la National Library of Medicine.